# Хуго II (Франция)
Хуго II Магнус Френски (на френски: Hugues le Grand) (* 1007; † 25 септември 1025) е френски крал, член на династията на Капетингите, управлявал Франция съвместно с баща си Робер II Благочестиви в периода 1017 до смъртта си през 1025. Майка му е Констанца Арлска, трета съпруга на Робер, от която той има общо седем деца.
Първият монарх от династията на Капетингите Хуго Капет още приживе коронясва сина си Робер II и двамата управляват съвместно до смъртта на Капет. По този начин той гарантира трона да остане в ръцете на династията, автоматично отстранявайки претендетите за короната. Робер II впечатлен от далновидността на баща си решава да предприеме същия ход и възкачва на трона десетгодишния си син Хуго на 19 юни 1017, като по този начин Франция отново е управлявана едновременно от двама души.
Хуго II умира едва на 18 години, в близост до Компиен, докато подготвя въстание срещу баща си, от чиято политика е недоволен. Предполага се, че е починал след фатално падане от кон. Тъй като по това време страната е все още управлявана от баща и син, овакантеното място на трона не е заето от никого. Две години по-късно Робер ще възкачи по същата традиция следващия си син Анри I, с когото управлява съвместно до 1031.
Въпреки че латинското Magnus в името му означава Велик, това наименование не отразява реални политически или военни успехи, а е пряко онаследено от прадядо му Хуго Велики, херцог на франките и син на крал Робер I от династията на Робертините.